# Aloe richardsiae
Aloe richardsiae ist eine Pflanzenart der Gattung der Aloen in der Unterfamilie der Affodillgewächse (Asphodeloideae). Das Artepitheton richardsiae ehrt die britische Pflanzensammlerin H. Mary Richards (1885–1977).

## Beschreibung

### Vegetative Merkmale
Aloe richardsiae wächst stammlos und einzeln. Die dicken Wurzeln sind fleischig. Die acht bis zehn linealischen Laubblätter bilden Rosetten. Sie sind an den Basen verbreitert und bilden eine unterirdische Zwiebel von 3 bis 4 Zentimeter Durchmesser. Die grüne, undeutlich linierte Blattspreite ist 20 bis 25 Zentimeter lang und 1,5 Zentimeter breit. Die festen, weißen Zähne am Blattrand sind 0,5 Millimeter lang und stehen 1 bis 2 Millimeter voneinander entfernt.

### Blütenstände und Blüten
Der einfache Blütenstand erreicht eine Länge von 35 bis 45 Zentimeter. Die lockeren, zylindrisch spitz zulaufenden Trauben sind etwa 25 Zentimeter lang und 5 bis 6 Zentimeter breit. Die eiförmig-spitzen Brakteen weisen eine Länge von 25 bis 30 Millimeter auf und sind 7 bis 8 Millimeter breit. Im Knospenstadium sind die ziegelförmig angeordnet. Die hell orangeroten Blüten stehen an 5 bis 7 Millimeter langen Blütenstielen. Sie sind bis zu 48 Millimeter lang und an ihrer Basis gerundet. Auf Höhe des Fruchtknotens weisen die Blüten einen Durchmesser von 7 bis 8 Millimeter auf. Darüber sind sie leicht verengt und dann zu ihrer Mündung hin erweitert. Ihre Perigonblätter sind auf einer Länge von 15 Millimetern nicht miteinander verwachsen. Die Staubblätter und der Griffel ragen kaum aus der Blüte heraus.

## Systematik, Verbreitung und Gefährdung
Aloe richardsiae ist im Südwesten Tansania auf Lehmboden von grasigen Lichtungen in Waldland in Höhen von 1075 bis 1275 Metern verbreitet.
Die Erstbeschreibung durch Gilbert Westacott Reynolds wurde 1964 veröffentlicht.
Aloe richardsiae wird in der Roten Liste gefährdeter Arten der IUCN als „Near Threatened (NT)“, d. h. gering gefährdet, geführt.

## Nachweise